# Cyanopterus grandidieri
Cyanopterus grandidieri är en stekelart som först beskrevs av Henri Saussure 1892.  Cyanopterus grandidieri ingår i släktet Cyanopterus och familjen bracksteklar. Inga underarter finns listade i Catalogue of Life.